# Catasetum perazolianum
Catasetum perazolianum är en orkidéart som beskrevs av Kleber Garcia de Lacerda och Vitorino Paiva Castro. Catasetum perazolianum ingår i släktet Catasetum och familjen orkidéer. Inga underarter finns listade i Catalogue of Life.